# White Tiger (Ava Ayala)
White Tiger —Tigresa Blanca en España— (Ava Ayala) es una superheroína ficticia que aparece en los cómics estadounidenses publicados por Marvel Comics. El personaje fue creado por Christos Gage y Tom Raney. Apareció por primera vez en el número 20 de Academia Vengadores (diciembre de 2011). El quinto personaje en asumir el manto del White Tiger / Tigre Blanco, es la hermana menor de Héctor Ayala y la tía de Angela del Toro. El personaje también ha sido miembro de Los Poderosos Vengadores y Los Nuevos Vengadores en varios momentos de su historia.

## Historia de la publicación
Ava Ayala debutó en el vigésimo número de la serie Academia Vengadores de 2010, creada por el escritor Christos Gage y el artista Tom Raney. Más tarde apareció en Mighty Avengers de 2013, de Al Ewing. Apareció en la serie Nuevos Vengadores, de Al Ewing. Apareció en la serie de antología Marvel's Voices: Comunidades del 2021. Apareció en la serie de antología Marvel's Voices: Comunidades de 2022.

## Biografía ficticia del personaje
Ava, la quinta White Tiger, es la hermana de Hector Ayala y una estudiante matriculada en la Academia Vengadores. Ella heredó el amuleto del tigre blanco de su hermano después de la muerte de él y miembro de su familia a manos de Gideon Mace. Tras su introducción, Ava afirma que el Tigre blanco es un legado de familia que tiene la intención de honrar. Ella también critica a su compañero Reptil por no ser más activo en la comunidad hispana. Ella ha estado viviendo con la familia de su hermana Awilda desde la muerte de sus padres.
White Tiger se unió a los estudiantes de la Academia Vengadores en la lucha contra los Purifiers.
Durante los eventos de Infinito, White Tiger fue vista con los Héroes de Alquiler cuando se les vio impidiendo a los hombres de Plunderer de robar partes de robots. Cuando Spider-Man Superior (la mente del Doctor Octopus en el cuerpo de Spider-Man) detiene a Desvalijador y considera los Héroes de Alquiler como mercenarios, White Tiger abandona al equipo. Más tarde se unió a los Poderosos Vengadores.
Durante la historia de Inhumanity, White Tiger se vinculó con Power Man, donde descubrieron que pueden combinar sus habilidades para formar un Chi de tigre blanco. Esta combinación fue suficiente para destruir a Shuma-Gorath. White Tiger luego pagó a Power Man transfiriendo algo de su chi a él. Este evento de combinación eliminó a Cerberus, donde Power Man y White Tiger lo llamaron su "New York Tiger-Style Kung Fu". Power Man ayudó a White Tiger cuando intentó vengar a sus padres matando a Gideon Mace. El resto de los Poderosos Vengadores apareció para evitar que White Tiger cruzara la línea.
Durante la parte de "Últimos Días" de la historia de Secret Wars, White Tiger se reconcilia con los miembros de su familia sobreviviente. Están enojados porque White Tiger ha elegido una vida que ha llevado a tanta muerte y amenazan con matarla si no se va.
Como parte del evento All-New, All-Different Marvel, White Tiger aparece como miembro de la encarnación de Sunspot de los Nuevos Vengadores.
Ava Ayala más tarde luchó con su sobrina, Angela del Toro, donde la pelea hizo que el amuleto de Ava se acercara repentinamente a Ángela.
Durante el ataque de los New Revengers contra los Nuevos Vengadores en su segunda base, Ava luchó contra Angela nuevamente. Como las dos White Tigers luchaban, Ava logró arrebatarle el amuleto del tigre blanco que el fabricante le dio a Angela y lo destruye suficiente para liberar a Angela de los controles de los Dioses Tigres y La Mano. Más tarde ayudan a los Nuevos Vengadores a derrotar a los Nuevos Vengadores y a un pícaro agente de S.H.I.E.L.D. que estaba cazando A.I.M.
Después de derrotar a un grupo de A.I.M., Ava y Angela discuten sobre su futuro, y Ava se pregunta a quién elegirá el Dios Tigre para ser el próximo White Tiger.

## Poderes y habilidades
Los amuletos del Tigre Blanco aumentan la fuerza, la velocidad, la resistencia, la agilidad, los reflejos, las reacciones, la coordinación, el equilibrio y la resistencia de Ava Ayala a niveles sobrehumanos. También le otorga formidables habilidades en artes marciales. Los amuletos pueden mejorar sus poderes de recuperación. Tiene la capacidad de mezclarse con su entorno, utilizando los amuletos para camuflarse. Además, Ava Ayala tiene garras afiladas.

## Recepción

### Respuesta crítica
Adam Barnhardt de ComicBook.com llamó a Ava Ayala un "personaje de los Vengadores favorito de los fanáticos", y escribió: "Aunque es mística en el fondo, White Tiger a menudo se ha convertido en uno de los personajes callejeros que los fanáticos de Marvel han esperado durante mucho tiempo ver en acción en vivo." Evan Lewis de MovieWeb clasificó a Ava Ayala en el sexto lugar en su lista de "10 personajes femeninos que el MCU debería introducir en fases futuras", y dijo: "Ella sería refrescante y traería algo nuevo a la mesa". Megan Nicole O'Brien de Comic Book Resources clasificó a Ava Ayala en el octavo lugar en su lista "Todos los miembros de las Hijas de la Libertad", Daniel Kurland ocupó el puesto 15 en su lista de "15 personajes oscuros de Marvel que merecen su propia película". Jack Walters de Screen Rant llamó a Ava Ayala la "White Tiger que la mayoría de los fanáticos de Marvel conocen y aman por los cómics".

## Otras versiones

### Universo Marvel vs The Avengers
En la serie limitada, Universo Marvel vs The Avengers, Ava Ayala fue White Tiger de esta versión y fue uno de los restantes cuatro sobrevivientes de la Academia Vengadores, junto con entereza, Velo, y Striker. Si bien cada uno de ellos están infectados, Ava, junto con los Vengadores restantes y estudiantes llevar un collar Doomstone que impide que el virus se apoderen de ellos completamente, mientras se discute motivos del Doctor Doom. Después de que se revelara que los Doomstones le permiten al portador mantener su humanidad mientras permanecen como caníbales, Doom activa el Doomstone, convirtiéndolo en rojo y permitiendo que el virus tome el control. Ava se encontraba entre los asesinados mientras luchaban con Red Hulk infectado y los estudiantes infectados restantes.

## En otros medios

### Televisión
- La versión de Ava Ayala como White Tiger, aparece en la serie animada Ultimate Spider-Man,[33] con la voz de Caitlyn Taylor Love:[34][35]
  - En la primera temporada, ella está en el mismo equipo de S.H.I.E.L.D. con Spider-Man (líder), Puño de Hierro, Power Man y Nova. Paul Dini, el consultor creativo de la serie declaró: "Queríamos una voz femenina joven en el equipo, aprovechando el nuevo papel. White Tiger resultó ser la elección perfecta. Ella es fuerte e inteligente, y sus reflejos felinos le permiten acercarse al nivel de agilidad de Spider-Man. Ella es importante, pues se destaca en todo lo que hace, ya que ella planea dejar el equipo algún día como una superheroína de derechos propios".[36]
  - Aparece en la segunda temporada, y en el episodio 4 "Kraven el Cazador", se revela que el padre de Ava, Héctor Ayala fue el anterior White Tiger, (en lugar de ser su hermano) hasta que fue asesinado en una pelea con Kraven el Cazador. Finalmente, Kraven se produjo después de Ava, el guardián actual del amuleto, pero a diferencia de Ava, su poder de potencia salvaje fue demasiado para él, mantener el bajo control, y después de una transformación desgarradora en un humanoide tigre blanco, y luego es derrotado por Spider-Man y Ava.
  - Aparece en la tercera temporada, y el episodio 4, "Capa y Daga", White Tiger cambia sus rayas blancas a negras con el poder de Dagger al mostrarle la luz e hizo lo mismo con Puño de Hierro.
  - Regresa en la cuarta temporada, hasta en el final, "Día de Graduación, Pt. 1 y 2", donde ella, Puño de Hierro, Nova y Power Man están con Spider-Man por última vez para encontrar al Doctor Octopus y en proteger a la Tía May, quién los alojó en su casa hace tiempo y sería personal, van a la primera guarida de Ock y se enfrentan al Escorpión y Calavera que se convierte en el nuevo Lagarto, y los derrotan. Luego es atrapada con los otros en un campo de fuerza en el Triskelión en una trampa de Ock y al final es liberada por Spider-Man.
    - En el episodio, "Regreso al Spider-Verso, Parte 1", con la voz de Cree Summer,[34] se muestra una versión vampira leal al Rey Lagarto en el momento en que Spider-Man y Chico Arácnido visitaron esta realidad. Gracias al fragmento Peligroso y una luz UV, Spider-Man, Chico Arácnido y Blood Spider fueron capaces de curar a todos de la cepa vampiro.
- Aya Avala / White Tiger aparece en Spidey and His Amazing Friends, con la voz de Kylie Cantrall.[37]Esta versión puede comunicarse con los animales.

### Videojuegos
- Ava Ayala / White Tiger, inspirada en su versión en la serie de televisión Ultimate Spider-Man, aparece como un personaje no jugable en Disney Infinity 2.0 y Disney Infinity 3.0.[38][39][40] con la voz de Courtnee Draper.[41]
- Ava Ayala / White Tiger aparece en varias cartas en el juego de cartas móvil Marvel: War of Heroes.
- Ava Ayala / White Tiger es un personaje jugable en Lego Marvel's Avengers, nuevamente con la voz de Caitlyn Taylor Love.[42] Ella se encuentra en el centro de Sudáfrica, donde solicita la ayuda de los jugadores para encontrar su amuleto, que fue robado por mercenarios.
- Ava Ayala / White Tiger es un personaje jugable en Marvel Future Fight.[43]
- Ava Ayala / White Tiger es el último héroe co-comprable presentado en Marvel: Avengers Alliance.
- Ava Ayala / White Tiger es un personaje jugable en Lego Marvel Super Heroes 2 con la voz de Skye Bennett.[44] Ella tiene un papel destacado en la historia principal del juego (como se muestra en los tráileres donde se encuentra con Spider-Man y Ms. Marvel).
- Ava Ayala / White Tiger aparece en Marvel Snap.[45][46][47]
- Ava Ayala / White Tiger aparece como personaje jugable en Marvel Contest of Champions.[48]